# ستيفن إل. نوريس
ستيفن إل. نوريس (بالإنجليزية: Stephen L. Norris)‏ هو رائد أعمال أمريكي، ولد في القرن العشرين.

## وصلات خارجية
- ستيفن إل. نوريس على موقع إن إن دي بي (الإنجليزية)